# Médaille du sacrifice
La Médaille du sacrifice (Sacrifice Medal en anglais) est une distinction canadienne créée pour reconnaître de manière concrète et durable les sacrifices consentis par les membres des Forces armées canadiennes, les soldats des forces alliées ou les civils travaillant aux côtés des Forces armées canadiennes. Elle est décernée aux personnes qui, le 7 octobre 2001 ou après, ont été blessées ou tuées dans des circonstances honorables en raison d’un acte hostile ou d’un acte dirigé vers une force hostile. La médaille est également attribuée à titre posthume aux militaires des Forces armées canadiennes décédés dans des circonstances honorables en raison d’une blessure ou d’une maladie liée au service militaire.

## Historique
Cette distinction a été instituée en réponse à l’augmentation du nombre de victimes lors des opérations outre-mer, reflétant le souhait des Canadiens et du gouvernement de reconnaître officiellement ces sacrifices par une médaille attribuée au nom de la Couronne. Elle remplace le Galon de blessé pour les événements survenus après le 7 octobre 2001. Toutefois, le Galon de blessé reste la forme de reconnaissance appropriée pour les récipiendaires admissibles avant cette date.
Elle a été conçue grâce à une collaboration entre le capitaine Carl Gauthier, de la Direction – Distinctions honorifiques et reconnaissance, et Cathy Bursey-Sabourin, Héraut Fraser de l’Autorité héraldique du Canada à la Chancellerie des Distinctions honorifiques de Rideau Hall. La médaille est produite par la Monnaie royale canadienne,.
La Médaille a été annoncée pour la première fois le 29 août 2008. Cependant, des débats ont rapidement émergé, particulièrement concernant l’exclusion des décès accidentels. À la demande du ministre de la Défense nationale, le Chef d’état-major de la Défense a entrepris une révision des critères, ce qui a retardé la présentation inaugurale initialement prévue pour le 12 novembre 2008. Cette révision a élargi les critères posthumes pour inclure tous les décès liés au service militaire, au lieu de se limiter à ceux causés par des actes hostiles. Ce changement aligne désormais les critères posthumes de la Médaille sur ceux de la Croix du souvenir, du Parchemin commémoratif, de la Barrette commémorative et de l’inscription au 7ᵉ Livre du souvenir.
La cérémonie inaugurale a eu lieu le 9 novembre 2009 dans la salle de bal de Rideau Hall à Ottawa. Lors de cet événement, la gouverneure générale et commandante en chef du Canada, Son Excellence la très honorable Michaëlle Jean, a remis la Médaille à 46 récipiendaires, dont 21 à titre posthume. Parmi eux figurait M. Glyn Raymond Berry, le seul récipiendaire civil à ce jour. Le tout premier récipiendaire, le caporal-chef Lance Thomas Hooper, MSM, CD, a également été le premier à recevoir la Médaille avec barrette.
En date du 31 décembre 2023, la Médaille avait été décernée 1 231 fois, dont 22 avec la barrette.

## Description
La Médaille, ronde et en argent, mesure 36 mm de diamètre. Elle est munie d'une attache ornée de la Couronne royale, à laquelle est fixée une barrette de suspension droite. L'avers présente l'effigie contemporaine de la Reine Elizabeth II entourée d’un diadème canadien alternant feuilles d’érable et flocons de neige, ainsi que les inscriptions « ELIZABETH II DEI GRATIA REGINA » et « CANADA », séparées par de petites feuilles d’érable. Le revers représente la statue « Canada » du Monument commémoratif de Vimy, accompagnée de l’inscription « SACRIFICE » en bas à droite. La Médaille est suspendue à un ruban moiré de 32 mm de largeur, composé d'une bande centrale noire bordée de bandes rouges ornées d'une fine bande blanche. La barrette, également en argent, est ornée d’une feuille d’érable en son centre, et la tranche de la Médaille est gravée des informations du récipiendaire, incluant numéro de service, grade, prénom(s) et nom.